# Harold Oaks
Harold Anthony Oaks (ur. 12 listopada 1896 w Hespelar, zm. 21 lipca 1968 w Toronto) – kanadyjski as myśliwski z czasów I wojny światowej z 11 potwierdzonymi zwycięstwami powietrznymi. 
Harold Oaks służbę wojskową rozpoczął w wieku 18 lat. Od 1917 roku służył w Royal Flying Corps. W  No. 48 Squadron RAF służył w 1918 roku, odniósł swoje pierwsze zwycięstwo 21 maja 1918 roku nad niemieckim samolotem Fokker DR.I w okolicach Carnoy. 2 lipca 1918 roku odniósł podwójne piąte i szóste zwycięstwo nad samolotami Pfalz D.II uzyskując tytuł asa myśliwskiego. Ostatnie 11 zwycięstwo powietrzne odniósł 5 wrześnianad samolotem Fokker D.VII.
W 1922 roku skończył studia na Uniwersytecie w Toronto na wydziale geologii. Był jednym z pionierów lotnictwa nad terenami północnej kanady. Założył własne przedsiębiorstwo lotnicze Oakes Airways Ltd.
W 1974 roku został wpisany do Canada's Aviation Hall of Fame.